# Smooth Collie

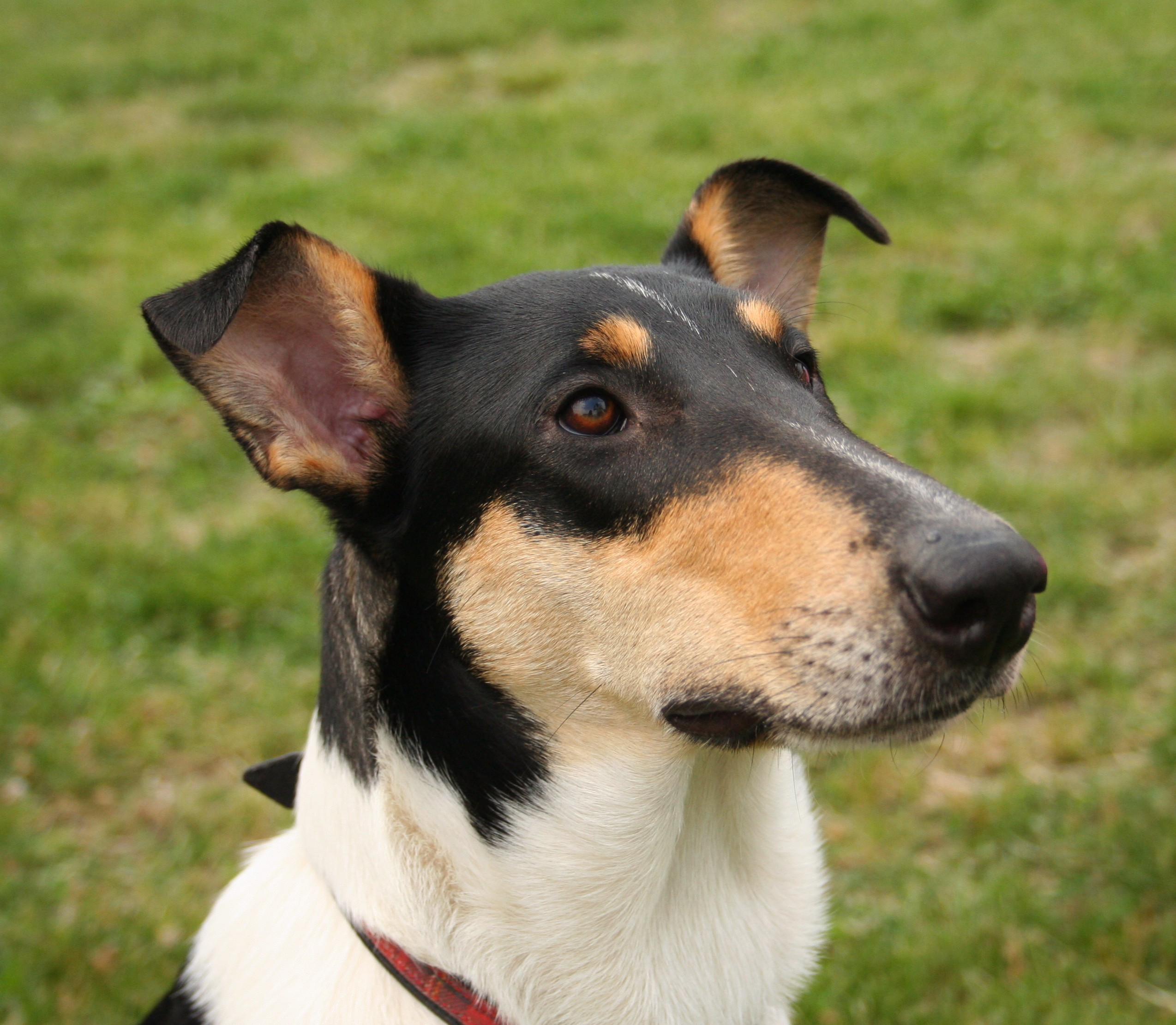
Smooth collie - Testa

Lo smooth collie è un cane da pastore della varietà di collie a pelo corto. 
In origine, il termine collie si riferiva ad un gruppo di razze da pastore definite appunto Collie-type: tutte condividevano l'origine britannica, un aspetto simile e simili attitudini da lavoro (intelligenza, sensibilità, istinto di conduzione e collaborazione con l’uomo). Tra loro ricordiamo: il Border Collie, il Bearded Collie, l'English Shepherd, l'Old English Sheepdog, il Rough Collie, lo Shetland Sheepdog, lo Smooth Collie e il Welsh Sheepdog.

## Storia
Anche lo smooth collie discende dai cani che le legioni romane portarono con loro durante le guerre di conquista delle Isole Britanniche nel I secolo d.C. e nelle successive spedizioni di colonizzazione. Si trattava di cani da combattimento, da pastore usati sia per la guardia che per la conduzione del gregge, e talvolta anche da caccia.
Dall'incrocio tra questi cani con quelli locali sono nati i progenitori delle razze collie, che si sono costituite attraverso una selezione secolare.
Non si hanno comunque notizie precise su come si sia formata al fianco del pastore scozzese a pelo lungo una varietà a pelo corto e ruvido, si sa che le due varietà si sono sviluppate contemporaneamente e che cuccioli a pelo lungo e a pelo corto si trovavano nelle stesse cucciolate.
Alcuni sostengono che lo smooth deriverebbe dall'incrocio tra lo scomparso rough collie bianco e nero con il greyhound e che le caratteristiche che contraddistinguevano i primi esemplari sarebbero scomparse col tempo per il successivo lavoro di selezione.
È un fatto storicamente riconosciuto che il collie a pelo corto era un cane da gregge che si occupava del bestiame che viveva nelle pianure scozzesi, dove il suo pelo corto e duro era adatto al clima temperato e umido di quelle regioni, mentre il collie a pelo lungo, con il suo mantello lungo e abbondante, si trovava più a suo agio nel clima rude delle Highlands, le regioni montagnose della Scozia. Già più di due secoli fa smooth e rough collie (collie a pelo lungo) erano due razze ben definite e distinte.
I primi smooth conosciuti erano più robusti e grandi dei rough giacché erano impiegati nel duro lavoro della conduzione di greggi e mandrie al mercato, dove dovevano mantenersi vigili, anche se l'ambiente era loro del tutto estraneo. Infatti, pochi sanno che lo smooth collie veniva impiegato per la conduzione delle pecore dalla città alla campagna, mentre il rough collie era solo utilizzato per la gestione delle pecore al pascolo. Questa differenza di impiego ha avvantaggiato gli smooth per le loro eccezionali caratteristiche caratteriali. Infatti, più che il pelo di differenza fra loro, è che sono meno sensibili, meno facili all'offesa e gli allevatori, precedenti ai giorni nostri, si sono dedicati più alla selezione di cani equilibrati e facili da addestrare. Ma come si dice anche l'occhio vuole la sua parte e se è facile nascondere qualche difetto di costruzione sotto il pelo nel rough collie, nello smooth collie questo non è possibile! Infatti la costruzione scheletrica ed il movimento è uno dei vantaggi di cui ancora oggi ci possiamo vantare.
Fino al 1870, in Inghilterra, gli smooth ed i rough venivano giudicati assieme, come se fossero due varietà dello stesso cane. Solamente a Darlinton nel 1870 appunto, le due varietà vennero separate per la valutazione.
Oggi giorno le sue doti di intelligenza ed addestrabilità sono sfruttate soprattutto negli Stati Uniti e nel Nord Europa come cane da guida per i non vedenti, ed è assai popolare in gare di Obedience e Utility Dog. Infatti può vantare diversi campioni americani di lavoro. Nell'ambito espositivo è assai popolare da quando il tricolore Black Hawk of Kasan ha vinto lo speciale del Collie Club of America, manifestazione alla quale partecipano oltre 500 collies delle due varietà.
Sino al 1994 il Kennel Club Inglese ha permesso l'accoppiamento fra le due varietà; negli Stati Uniti è ancora permesso. Nell'Europa invece, fatta eccezione per le nazioni Germania e Austria dove sono i club a gestire i libri genealogici, tale accoppiamento non è mai stato effettuato in quanto il regolamento F.C.I. non ammette l'incrocio delle due razze che considera diverse in quanto a loro assegnati due C.A.C.I.B.

## Descrizione
La coda deve essere lunga. L'ultima vertebra caudale deve essere almeno all'altezza dell'articolazione del garretto. Portata bassa quando il cane è tranquillo, ma leggermente arrotolata all'estremità. Può essere sollevata quando il cane è in azione, ma mai portata sopra il dorso. I colori ammessi sono sabbia e bianco, tricolore e blu-merle. Il pelo è una caratteristica molto importante dello Smooth Collie. Pelo esterno corto, piatto e di tessitura ruvida, con sottopelo molto folto. Gli occhi sono di grandezza media. Inserzione un po' obliqua. A forma di mandorla e di color marrone scuro. Espressione intelligente. Le orecchie sono moderatamente grandi, più larghe alla base, non troppo ravvicinate, né troppo distanziate. Gettate all'indietro quando il cane è a riposo. Portate in avanti e semierette quando il cane è in allerta. La testa deve assomigliare ad un cuneo ben smussato. Il cranio deve essere piatto. Stop leggero, quasi impercettibile. La parte anteriore del muso è ben arrotondata deve essere smussata, ma non squadrata.

## Carattere
Guardiano attento, si affeziona alla proprietà e risulta particolarmente docile con i bambini al punto di diventare il loro difensore anche quando sono solo rimproverati dai genitori. Generalmente dimostra facilità d'apprendimento ed è capace di affrontare senza emozioni troppo violente qualsiasi tipo di circostanza nella quale si trovi e di alti gradi di attenzione e collaborazione purché lo si rispetti. Merito anche di una spiccata fiducia nelle proprie possibilità. Grazie a queste caratteristiche è stato impiegato come cane da difesa e polizia in Francia e Germania. Negli Stati Uniti e in Nord Europa, infatti, il pastore scozzese a pelo corto - smooth collie - grazie alla sua sorprendente addestrabilità e alla sua sensibilità, si è ritagliato un compito sociale di primaria importanza come guida dei non vedenti e l'assistenza ai disabili. Ma le sue attitudini al lavoro, le sue capacità di apprendimento e la sua voglia di compiacere il proprietario, frutto di secoli di cruda selezione dei pastori, lo rendono anche un cane eccellente compagno negli sport cinofili come l'agility e l'obedience. È un cane sportivo e altamente empatico che ha bisogno di sentirsi utile per il suo proprietario, ma lo si può portare ovunque grazie al suo equilibrio e si può lasciarlo solo in casa tranquillamente perché se non lavora può essere un cane splendido da famiglia.

## Cure
Per un mantello in buone condizioni occorre tolettare bene una volta a settimana se in periodo di muta, se no una volta al mese è più che sufficiente. Da bagnato non ha odore ma si consiglia tre bagni l'anno. Prestare attenzione alle patologie oculari ereditarie: CEA (Collie Eye Anomaly) diagnosticabile nel cucciolo dalla 7ª settimana; PRA (Atrofia progressiva della retina) che si manifesta in varie forme a partire dai primi mesi fino ai sette anni di età. Consigliabile un allevamento che fornisca un certificato veterinario riconosciuto.
Secondo gli esperti sa dare tutto se stesso, ma resta pur sempre un pastore, e pertanto uno spirito libero che non ama il frastuono, la violenza e gli sbalzi di umore del proprietario. È un cane intelligente anche se tendenzialmente sensibile, riservato e un po' chiuso con gli estranei. Questi ultimi aspetti, sempre secondo gli esperti, possono rendere affascinante e stimolante vivergli accanto, ma bisogna essere capaci di apprezzare la sua sensibilità e amarlo per come è e non come vorremmo che fosse.

## Diffusione
Nel 2012 l'ENCI ha contato 6 cuccioli iscritti ai libri genealogici.

## Adatto per...
- compagnia
- obedience
- protezione civile
- agility dog

## Non adatto per...
- fly ball
- freestyle
- guardia
- difesa